# .bv

.bv-Logo

.bv ist die länderspezifische Top-Level-Domain (ccTLD) der unbewohnten Bouvetinsel im Atlantik, die politisch zu Norwegen gehört. Sie existiert seit August 1997 und wird vom norwegischen Unternehmen UNINETT Norid AS verwaltet.
Es gibt keine Adressen unter .bv und es ist nicht möglich, Adressen unter .bv zu registrieren.  Norid will damit verhindern, dass diese Top-Level-Domain kommerzialisiert wird wie zum Beispiel .tv. 
Norid lässt analog .sj, die ccTLD von Spitzbergen und Jan Mayen, ungenutzt.